# Montbartier

Montbartier este o comună în departamentul Tarn-et-Garonne din sudul Franței. În 2009 avea o populație de 1.252 de locuitori.

## Evoluția populației
| An        | 1975 | 1982 | 1990 | 1999 | 2006  | 2009  |
| --------- | ---- | ---- | ---- | ---- | ----- | ----- |
| Populație | 506  | 628  | 787  | 811  | 1.000 | 1.252 |

## Monument

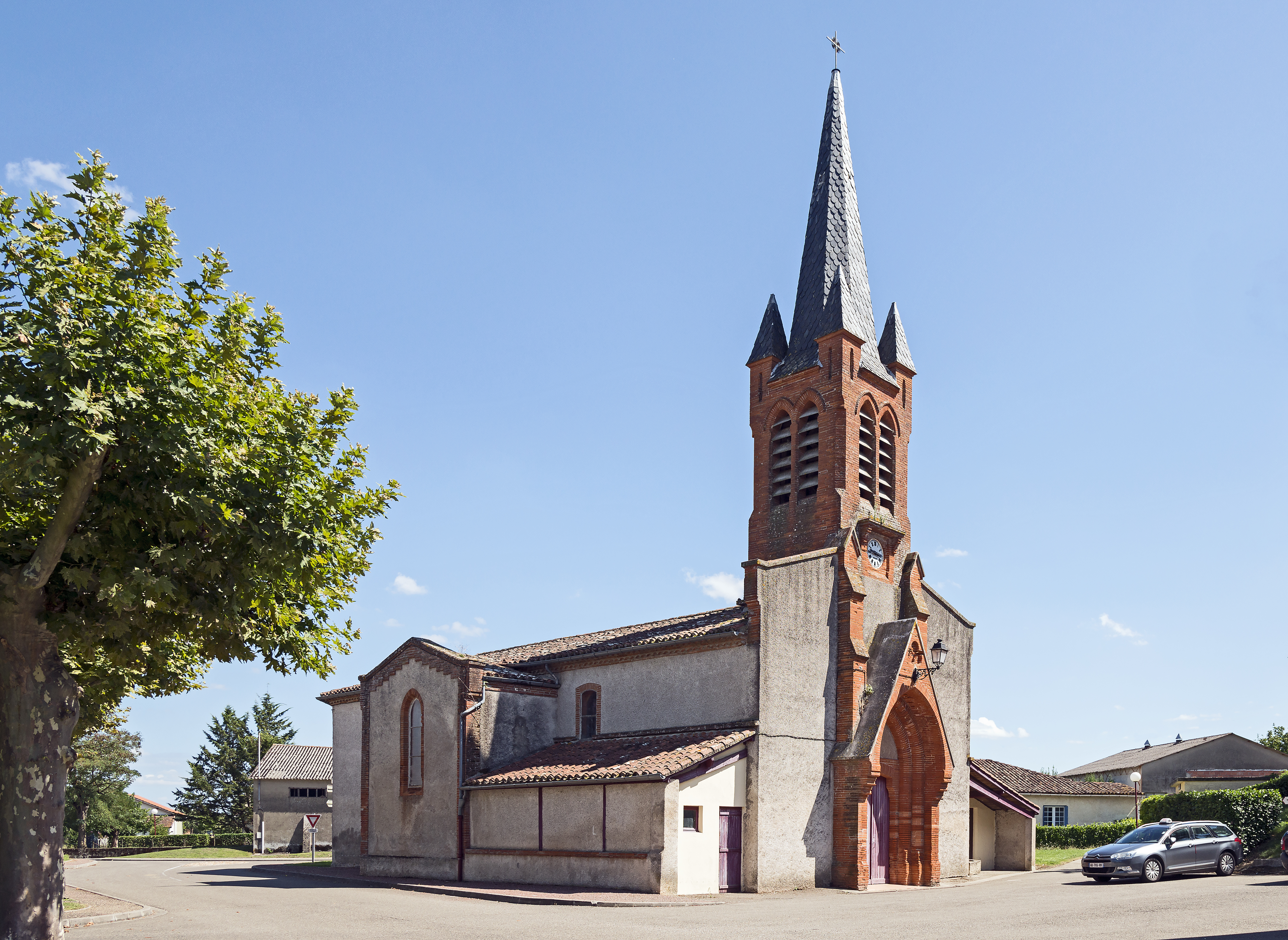
biserica
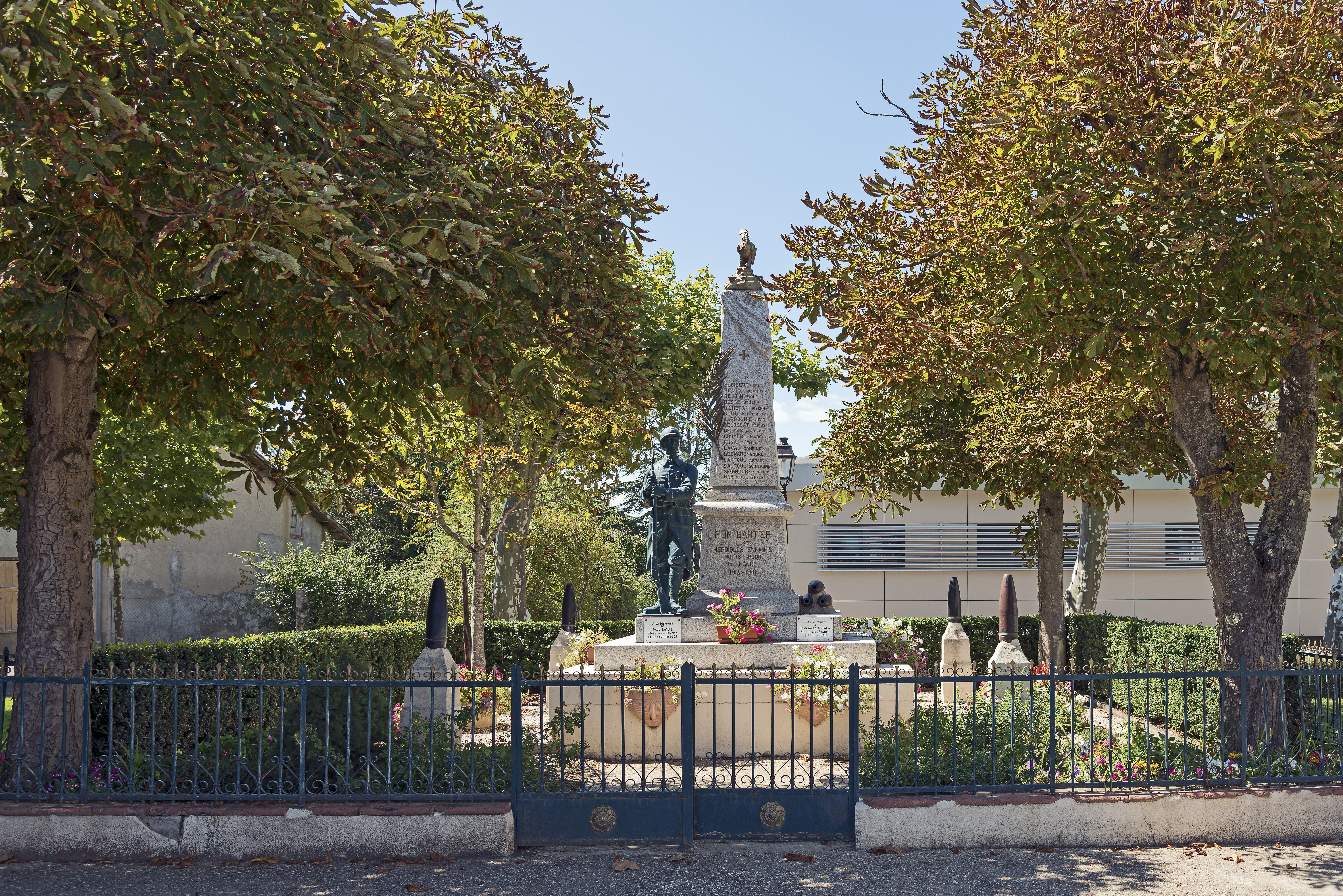
Memorialul Războiului.
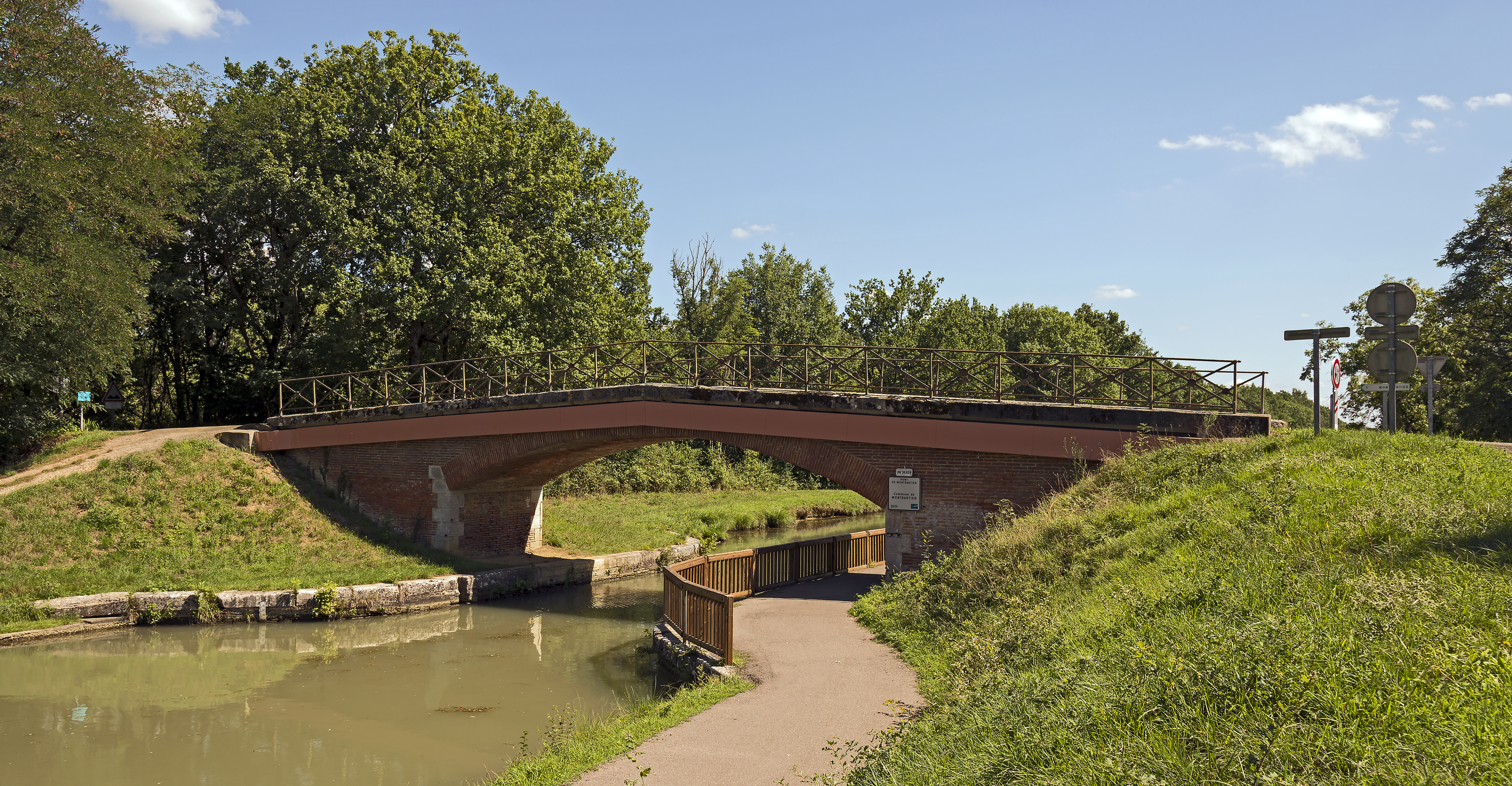
Podul de pe "Canal laterală a la Garonne".